# NGC 4671
NGC 4671 (другие обозначения — MCG -1-33-4, MK 1334, PGC 43029) — пекулярная линзовидная галактика (морфологический тип по Вокулёру S0, проявляет признаки слияния с другой галактикой). Находится в созвездии Девы. Открыта Уильямом Гершелем 20 марта 1789 года.
Этот объект входит в число перечисленных в оригинальной редакции «Нового общего каталога».
На фотографиях у галактики видно яркое ядро, более тусклый внешний диск и широкий шлейф с тупой оконечностью, распространяющийся на северо-северо-запад. При визуальных наблюдениях в любительский телескоп галактика достаточно яркая, но она кажется довольно маленькой; это круглое, матовое пятно света, которое относительно хорошо очерчено и становится немного ярче к середине. Радиальная скорость: 2876 км/с. Расстояние: 128 млн световых лет. Диаметр: 60 тыс. световых лет.
Относится к маркаряновским галактикам (входит в «Первый Бюраканский Обзор» под номером 1334).